# Migliori prestazioni europee nei 10000 metri piani
La lista delle migliori prestazioni europee nei 10000 metri piani, aggiornata periodicamente dalla World Athletics, raccoglie i migliori risultati di tutti i tempi degli atleti europei nella specialità dei 10000 metri piani.

## Maschili

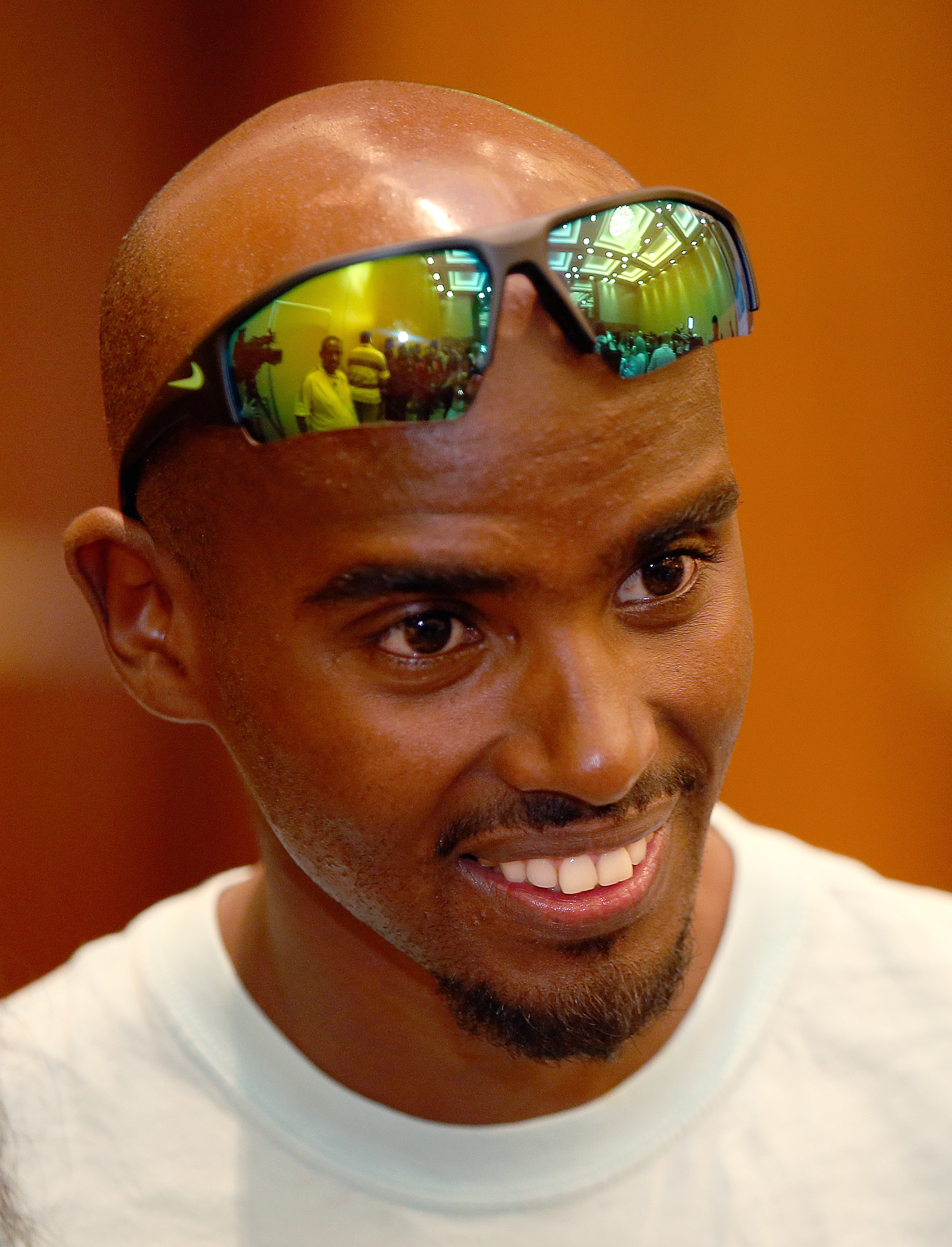
Mo Farah, primatista europeo dei 10000 m

Statistiche aggiornate al 17 giugno 2022.
|     | Tempo    | Atleta              | Luogo               | Data             |
| --- | -------- | ------------------- | ------------------- | ---------------- |
| 1.  | 26'46"57 | Mo Farah            | Eugene              | 3 giugno 2011    |
| 2.  | 26'52"30 | Mohammed Mourhit    | Bruxelles           | 3 settembre 1999 |
| 3.  | 27'10"41 | Marc Scott          | San Juan Capistrano | 20 febbraio 2021 |
| 4.  | 27'10"76 | Yemaneberhan Crippa | Doha                | 6 ottobre 2019   |
| 5.  | 27'12"47 | António Pinto       | Stoccolma           | 30 luglio 1999   |
| 6.  | 27'13"81 | Fernando Mamede     | Stoccolma           | 2 luglio 1984    |
| 7.  | 27'14"44 | Fabián Roncero      | Lisbona             | 4 aprile 1998    |
| 8.  | 27'16"50 | Salvatore Antibo    | Helsinki            | 29 giugno 1989   |
| 9.  | 27'17"29 | Julien Wanders      | Hengelo             | 17 luglio 2019   |
| 10. | 27'17"48 | Carlos Lopes        | Stoccolma           | 2 luglio 1984    |

## Femminili

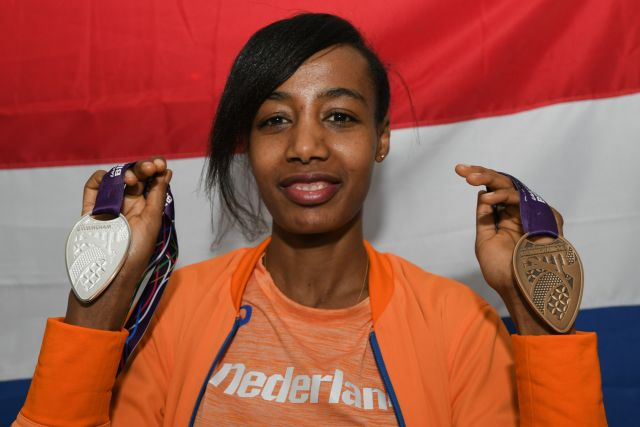
Sifan Hassan, detentrice del record europeo dei 10000 m

Statistiche aggiornate al 6 marzo 2023.
|     | Tempo    | Atleta             | Luogo               | Data              |
| --- | -------- | ------------------ | ------------------- | ----------------- |
| 1.  | 29'06"82 | Sifan Hassan       | Hengelo             | 6 giugno 2021     |
| 2.  | 30'00"86 | Eilish McColgan    | San Juan Capistrano | 4 marzo 2023      |
| 3.  | 30'01"09 | Paula Radcliffe    | Monaco di Baviera   | 6 agosto 2002     |
| 4.  | 30'12"53 | Lornah Kiplagat    | Saint-Denis         | 23 agosto 2003    |
| 5.  | 30'13"74 | Ingrid Kristiansen | Oslo                | 5 luglio 1986     |
| 6.  | 30'21"67 | Elvan Abeylegesse  | Adalia              | 15 aprile 2006    |
| 7.  | 30'22"88 | Fernanda Ribeiro   | Sydney              | 30 settembre 2000 |
| 8.  | 30'23"07 | Alla Zhilyayeva    | Saint-Denis         | 23 agosto 2003    |
| 9.  | 30'26"20 | Galina Bogomolova  | Saint-Denis         | 23 agosto 2003    |
| 10. | 30'26"41 | Yasemin Can        | Rio de Janeiro      | 12 agosto 2016    |